# 隆村
隆村（法語：Long，法語發音：[lɔ̃] ⓘ）是法国上法蘭西大區索姆省的一个市镇，属于阿布维尔区。

## 地理
隆村（50°2'22"N, 1°58'52"E）面积9.19 平方千米，位于法国上法蘭西大區索姆省，该省份为法国北部沿海省份，北起加来海峡省和北部省，西接滨海塞纳省和大西洋英吉利海峡，南至瓦兹省，东临埃纳省。
与隆村接壤的市镇（或旧市镇、城区）包括：阿伊勒欧克洛谢、布雄、科克雷勒、莱图瓦勒、索姆河畔方丹、隆普雷莱科尔桑、维莱苏萨伊。

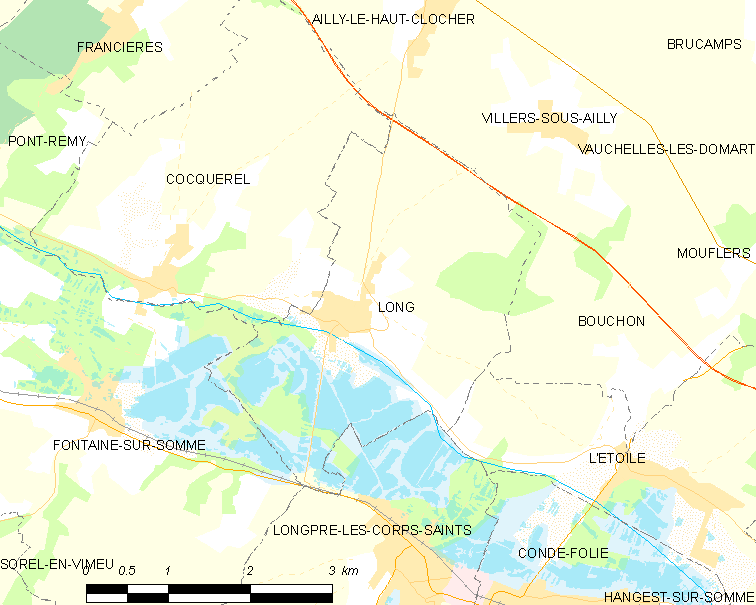
隆村的OSM定位图

隆村的时区为UTC+01:00、UTC+02:00（夏令时）。

## 行政
隆村的邮政编码为80510，INSEE市镇编码为80486。

## 政治
隆村所属的省级选区为吕镇县。

## 人口

1962-2008年间隆村人口变化图示

隆村于2022年1月1日时的人口数量为599人。